# Hymn Trynidadu i Tobago
Forged from the Love of Liberty („Stworzone z umiłowania wolności”) – hymn państwowy Trynidadu i Tobago.
Autorem tekstu i muzyki jest Patrick Castagne, który skomponował pieśń w 1958 jako hymn Federacji Indii Zachodnich. Po jej rozpadzie w 1962 pieśń przyjęto jako hymn Trynidadu i Tobago.

## Tekst

### Oficjalne słowa angielskie
Forged from the love of liberty
In the fires of hope and prayer
With boundless faith in our destiny
We solemnly declare:
Side by side we stand,
Islands of the blue Caribbean sea.
This our native land,
We pledge our lives to thee.
Here every creed and race finds an equal place,
And may God bless our nation.
Here every creed and race finds an equal place,
And may God bless our nation.

### Tłumaczenie na język polski
Stworzone z umiłowania wolności
W ogniach nadziei i modlitwy
Z bezgraniczną wiarą w nasze przeznaczenie
Uroczyście oświadczamy:
Ramię w ramię stoimy,
Wyspy niebieskiego Karaibskiego Morza,
To jest nasza ziemia ojczysta
Oddajemy swe życia tobie.
Tutaj każde wyznanie i rasa znajduje swoje miejsce
I niech Bóg błogosławi nasz naród.
Tutaj każde wyznanie i rasa znajduje swoje miejsce
I niech Bóg błogosławi nasz naród.